# Stridsvagn m/21
A Landsverk Művek első kisharckocsija 1925-ből.

## Története
Az első világháború folyamán kifejlesztett német LK–II típusú harckocsi mintájára épült, Svédország 1925-ben vásárolta meg a gyártási jogot. Kicserélték a motort és a fegyverzetet hazai gyártásúra, és már 1925-ben rendszeresítették, mint az első svéd páncélos zászlóalj eszközét. Ekkor 10 db állt rendelkezésre.
A módosítások gyengítették az eredeti konstrukciót (57 mm-es löveg helyett 37 mm-es, 40 kW-os Daimler motor helyett 24 kW-os). Erre az önellátás miatt volt szükség. A későbbiekben Németország iparának fejlődésével mód nyílt állandó kereskedelmi kapcsolatokra, így a motort újra kicserélték egy 150 LE-s Maybach motorra, amellyel a hatótávolság is megnőtt 150 km-re.

## Egyéb adatok
- Üzemanyagtartály: 90 l
- Mászóképesség: 45°
- Árokáthidaló képesség: 1,8 m